# Liebe (1926)
Liebe ist ein deutscher Stummfilm aus dem Jahre 1927 von Paul Czinner mit Elisabeth Bergner in der Hauptrolle.

## Handlung
Die schöne Herzogin von Langeais ist zu Beginn des 19. Jahrhunderts eine vornehme Dame der Pariser Haute Volée. Ihr Auftritt ist kokett und verspielt, und so geht sie auch mit Liebesdingen um, etwa als der Marquis von Montriveau, ein hoher Offizier, für sie entflammt. Sie hält ihn jedoch auf Abstand und tändelt mit ihm herum. Als er begreift, dass die Herzogin Spielchen mit ihm treibt und die Liebe nur als amüsanten Zeitvertreib zu betrachten scheint, beginnt er sein Interesse an ihr zu verlieren und lässt sie links liegen.
In diesem Moment scheint die Hochadelige zu begreifen, was dieses Gefühl „Liebe“ eigentlich überhaupt bedeutet: Sie beginnt dem Marquis leidenschaftliche Liebesbriefe zu schreiben und ist sogar bereit, sich in der Öffentlichkeit zu kompromittieren, nur um ihn und sein Herz für sich zu gewinnen. Als Zofe verkleidet, dringt sie schließlich in seine Wohnung ein, um ihm nahe zu sein. Doch als sie sehen muss, dass all ihre Briefe ungeöffnet herumliegen, geht sie völlig verzweifelt in ein Kloster, um dem weltlichen Dasein adieu zu sagen.
Jetzt aber erkennt der Marquis, dass die Herzogin ihn wirklich geliebt hat und spürt sie nach jahrelanger Suche im Kloster auf, um sie von dort zu entführen. Doch zuvor hat sie, vor die Entscheidung gestellt, sich entweder für Gott oder die irdische Liebe zu entscheiden, den dritten Weg gewählt: den freiwilligen Tod.

## Produktionsnotizen
Liebe entstand im Herbst 1926 in den Filmstudios von Staaken. Der sechsaktige Film mit einer Länge von 2697 Metern erlebte seine Uraufführung am 3. Januar 1927. Das Prädikat „Volksbildend Künstlerisch“ wurde vergeben.
Der Schweizer Theaterschauspieler Hans Rehmann gab hier sein Filmdebüt als Marquis von Montriveau, Herzbube von Elisabeth Bergners Herzogin. Hermann Warm entwarf die Filmbauten, die Ferdinand Bellan ausführte. Ilse Fehling schuf die Kostüme.

## Kritik
„Wie diese beseelte Künstlerin uns in dem Film ‚Liebe‘ ein Schicksal miterleben läßt, ist neuer Beweis ihrer hohen Kunst.“

„Elisabeth Bergner ist Anfang, Mitte und Ende des Spiels … sie ist ein Mensch: gequält und heiter, dunkel und lockend, eine wunderliche, eine unberechenbare Zauberin. Das ist das Geheimnis ihres Erfolges.“

„Elisabeth Bergner köstlich in Erscheinung und Bewegung. Eine Fülle von Gefühlen glänzt und spielt vor der starren Gleichmäßigkeit des Schicksalsgegners Hans Rehmann.“

„Von der Szene an, wo die Bergner in den Mantel gehüllt fröstelnd auf nächtlicher Straße des Geliebten harrt, angefangen, die Szene am Gitter des Klosters hat an dramatischer Stärke nicht viel ihresgleichen. Und wenn sie vor dem Kruzifix hinsinkt, dann löst sich diese wirkliche Tragödie der Liebe in einen tiefen Moll-Akkord, der im Herzen noch lange nachschwingt …“

„Es war mehr als ein großer Filmerfolg, es war der Durchbruch eines speziellen deutschen Films, in keinem Land nachzumachen, und deshalb in jedem Land wirksam. Deutsch ist der Film nicht wegen seines Stoffes. (…) Dieser Film ist deutsch, weil er der Sprache des deutschen Märchens etwas organisch Gleichwertiges gegenüberstellt.“

„Die Bergner hat wundervolle Szenen. Unnachahmlich, wie sie ein Gespräch beginnt. Oder sie spielt mit einer Katze. Oder tollt im Zimmer umher. Oder kost mit ihm, dem großen, verliebten Mann.“